# Зростання мінералів

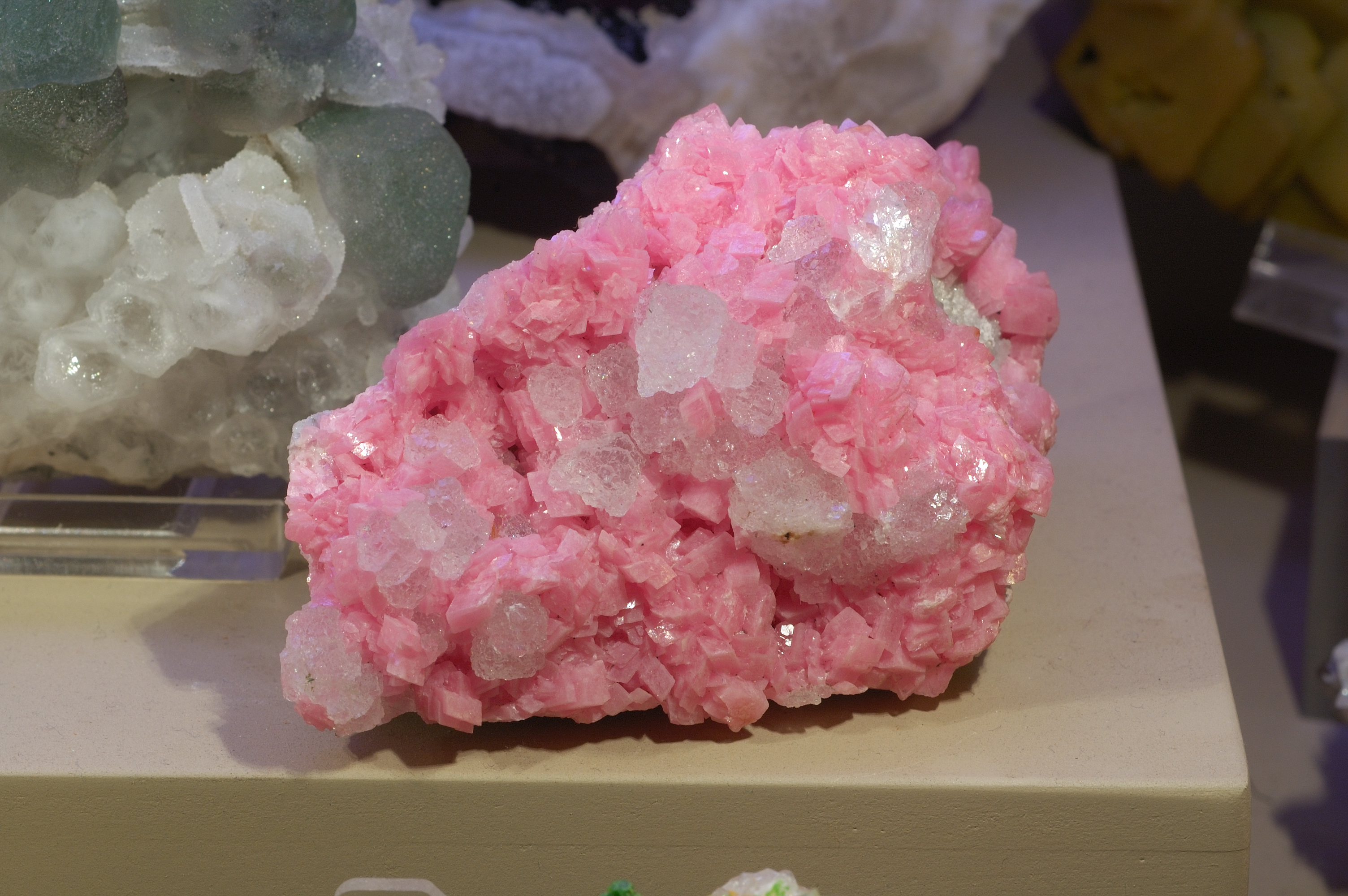
Зростки родохрозиту і супутніх мінералів

Зростання мінералів (рос. срастание минералов, англ. mineral intergrowths, нім. Verwachsung f von Mineralen n pl) — утворення групи мінералів в процесі кристалізації, коли до одного індивіда приростають інші.
Розрізняють З.м.
- епітаксичні,
- закономірні,
- незакономірні,
- змішаношаруваті,
- паралельні,
- симплектитові та ін.